# Auvergnat Cola
Auvergnat Cola is een lokale frisdrank uit Auvergne in Frankrijk met colasmaak, die meer koolzuur bevat dan reguliere cola. De drank wordt alleen gedistribueerd in Auvergne en is bedoeld als sterk regionaal georiënteerd product.
Auvergnat Cola werd op de markt gebracht in 2009 op initiatief van Jean-Philippe Nicolaux, de directeur van de firma Julhes. De drank wordt geproduceerd door Julhes in de plaats Saint-Flour in het departement Cantal.